# 림프모구
림프모구(영어: lymphoblast)는 성숙한 림프구로 분화되는 미성숙 세포를 말한다. 림프아구라고도 한다. 림프구가 항원에 의해 활성화되고 핵 및 세포질 성장과 새로운 mRNA 및 단백질 합성에 의해 부피가 증가할 때 발생한다. 그런 다음 림프모구는 3~5일 동안 24시간마다 2~4회 분열을 시작하여 하나의 림프모구가 원래의 미성숙 림프구의 약 1000개의 클론을 만들고, 각 클론은 원래의 고유한 항원 특이성을 공유한다. 마지막으로 분열된 세포는 혈장 세포로 알려진 B 세포, 세포 독성 T 세포 및 보조 T세포 등으로 분화한다.

## 같이 보기
- 급성 림프모구 백혈병
- 배엽에서 유래된 사람 세포 유형 목록